# بیورن فراتانجلو
بیورن فراتانجلو (انگلیسی: Bjorn Fratangelo؛ زادهٔ ۱۹ ژوئیهٔ ۱۹۹۳) یک تنیس‌باز اهل ایالات متحده آمریکا است.